# Слободан Каралић
Слободан Каралић (Бања Лука, 14. мај 1956 — Бања Лука, 26. новембар 2013) био је српски и југословенски фудбалски голман и тренер.

## Каријера
Каралић је рођен 14. маја 1956. године у Бањој Луци. Поникао је у млађим категоријама Борца где је играо од 1968. до 1974. године. За први тим је бранио од 1974. до 1983. године, када прелази у београдску Црвену звезду. Провео је једну сезону у црвено белом дресу 1983/84. али није добио праву прилику. Затим је отишао у Грчку и потписао за Етникос из Пиреја, где је провео четири сезоне. Вратио се у Борац лета 1987. године. Са клубом је освојио Куп Југославије 11. маја 1988. године после победе у финалу од 1:0 на стадиону ЈНА против Црвене звезде. На тој утакмици Каралић је одбранио пенал Драгану Стојковићу Пиксију, чиме је много допринео освајању купа. Дан пре финала купа, тренер Борца Фазлић саопштио је састав и све је изненадио одлуком да на гол стави Каралића, а на клупу послао младог Анту Јаковљевића, једног од најзаслужнијих за улазак у финале. Каралић се одужио одличним одбранама у финалу. Остао је у Борцу до завршетка играчке каријере 1991. године.
Потом се окренуо тренерском послу. Од 1991. до 1994. године био је тренер голмана, потом и помоћни тренер Етникос Пиреја. У сезони 1994/95. био је помоћни тренер грчког клуба Олимпијакоса. Затим се преселио на Кипар, где је годину дана радио као тренер Евагорас Папоса, а три године као главни тренер Неа Саламине. На клупи Борца и његов први тренер је био током 2002. године у Премијер лиги БиХ.
Поводом 25 година од освајања Купа Југославије 13. маја 2013. на Градском стадиону у Бањој Луци одиграна је утакмица ветерана Борца и Црвене звезде, а на голу „црвено-плавих” стајао је Каралић. Након дуге и тешке болести преминуо је 26. новембра 2013. године. Сахрањен је два дана касније на Новом гробљу у Бањој Луци.

## Приватно
Био је ожењен са Даницом Каралић. Његов син Владимир је такође фудбалер, играо на позицији нападача, једно време је играо у Грчкој, а наступао је још за Борац и Слободу из Мркоњић Града.

## Трофеји
- Борац Бања Лука
  - Куп Југославије: 1988.